# Thời Thiên
Thì Thiên hay Thời Thiên (Giản thể: 时迁; Phồn thể: 時遷) là một nhân vật hư cấu trong tiểu thuyết Thủy hử của Thi Nại Am. Ở Lương Sơn Bạc, Thời Thiên là đầu lĩnh thứ 107, được sao Địa Tặc Tinh (chữ Hán: 地賊星; tiếng Anh: Thief Star) chiếu mệnh.

## Xuất thân
Thời Thiên quê ở Cao Đường Châu, có tướng mạo xấu, nhưng mạnh khoẻ, nhanh trí và di chuyển rất nhanh. Sau này ông đi Kế Châu và lấy nghề trộm cắp mưu sinh. Do có tài ăn trộm nên được mọi người gọi là Cổ Thượng Tảo (鼓上蚤, Bọ chét trên mặt trống).
Trong một lần ăn trộm, bị bắt vào ngục, nhưng được Dương Hùng cứu vớt. Sau đó, Dương Hùng cùng người anh em kết nghĩa là Thạch Tú lên núi Thuý Bình giết vợ và tên dâm tăng Bùi Như Hải, rồi quyết định lên Lương Sơn Bạc. Thời Thiên đào trộm mộ cổ ở đó liền dọa sẽ báo cho quan phủ biết Dương Hùng giết người nếu không cho anh ta theo.
Trên đường đến Lương Sơn, họ nghỉ tại một tửu điếm ở núi Độc Long Cương dưới sự quản lý của Chúc gia trang. Thời Thiên trộm con gà báo thức rồi bị họ Chúc bắt. Dương Hùng và Thạch Tú bèn nhờ Lý Ứng, trang chủ Lý gia trang phía đông Độc Long Cương cùng với Đỗ Hưng, người khi trước chịu ơn Dương Hùng, đang làm Tổng quản Lý gia trang cứu giúp thất bại. Lý Ứng bị thương. Dương Hùng bèn đi gấp đến Lương Sơn nhờ Tống Giang và được làm đầu lĩnh. Cuối cùng, khi Chúc gia trang và Hỗ gia trang thất thủ, Thời Thiên được giải cứu.

## Theo Lương Sơn
Thời Thiên có vai trò quan trọng trong việc đưa Từ Ninh lên Lương Sơn. Thời Thiên đã đến Khai Phong ăn trộm bảo giáp gia truyền Trại Đường Nghê của nhà họ Từ, dẫn dụ Từ Ninh lên Lương Sơn. Từ Ninh đã giúp Lương Sơn đánh bại Liên hoàn mã của Bành Kỷ và Hô Diên Chước.
Sau trận Đông Bình, Thời Thiên trở thành lãnh đạo thứ 107 của Lương Sơn. Thời Thiên là Đầu lĩnh Bộ quân, lo phi báo các việc cơ mật. Sau này cùng Tống Công Minh nhận chiếu chỉ chiêu an, đánh dẹp quân Liêu, Điền Hổ, Vương Khánh, Phương Lạp, là một trong số những người may mắn sống sót trở về.

## Cái chết

### Tục Thủy hử
Trong Hậu Thủy Hử, sau khi đánh dẹp Phương Lạp, trên đường về kinh, Thời Thiên bị đau bụng khan (hay bệnh đau ruột) mà chết.

### Thủy hử (1998)
Trong phim truyền hình chuyển thể năm 1998, Thời Thiên tình nguyện dẫn một đội quân xông vào trong để công thành Thanh Khê trong chiến dịch đánh Phương Lạp. Khi quân của Thời Thiên vào đến trong thành thì cổng thành đóng lại, quân Phương Lạp mai phục ném đá tứ tung. Thời Thiên ném thương vào cổng, định nhảy ra thì bị đá rơi vào chân không chạy được, sau đó vì một tảng đá rơi trúng và chết ở đó.
Trong Đãng Khấu chí
Tại hồi 39, khi Trần Hy Chân lên kinh yết kiến hoàng thượng, Ngô Dụng đã bày mưu ám sát, cử Võ Tòng, Tiêu Nhượng và Thời Thiên hành sự. Do thônng tin không chính xác nên kế hoạch ám sat thất bại, Thời Thiên bị bắt và bị chém đầu. 